# 生産局
生産局（せいさんきょく）は、かつて存在した農林水産省の内部部局の一つ。農畜産物の生産及び管理、農業生産資材、農業技術、工芸農作物、環境保全型農業、競馬などに関する業務を担っていた。

## 歴史
- 1945年10月　農林省資材局、要員局、馬政局が廃止。畜産局、開拓局設置。
- 1972年12月　農地局、農政局、蚕糸園芸局を再編し、構造改善局、農蚕園芸局、食品流通局を設置。
- 2001年1月6日、農林水産省農産園芸局（総務課、企画課、農産課、肥料機械課、植物防疫課、種苗課、果樹花き課、野菜振興課、畑作振興課、普及教育課、婦人生活課）と畜産局（畜政課、畜産経営課、牛乳乳製品課、食肉鶏卵課、家畜生産課、流通飼料課、自給飼料課、衛生課、競馬監督課）及び食品流通局の一部が統合され生産局が発足[1][2]。
- 2011年9月1日、農産部（農産企画課、穀物課、貿易業務課、園芸作物課、地域作物課、技術普及課、農業環境対策課の7課、7室）を設置。生産振興審議官を新設。
- 2015年10月1日、政策統括官を新設。生産局農産部は政策統括官付となる。
- 2021年、生産局、政策統括官を再編し農産局を新設、生産局畜産部を再編し畜産局を新設。畜産局は20年ぶりの復活となる。

## 組織
- 局長
  - 総務課
  - 園芸作物課
  - 技術普及課
  - 農業環境対策課
  - 地域対策官
  - 畜産部
    - 畜産企画課
    - 畜産振興課
    - 飼料課
    - 牛乳乳製品課
    - 食肉鶏卵課
    - 競馬監督課

（『生産局 : 農林水産省』より）